# SNOW DOMEの約束/Luv Sick
「SNOW DOMEの約束/Luv Sick」（スノー・ドームのやくそく/ラブ・シック）は、Kis-My-Ft2の9作目のシングル（両A面）。2013年11月13日にavex traxから発売された。

## 概要
CDシングルは、初回生産限定盤A、初回生産限定盤B、通常盤、キスマイSHOP盤、セブン&アイ盤の5形態で発売。初回限定特典として、通常盤には「アザージャケット写真付きミニ写真集」（全3種から1種ランダム）が、セブン&アイ盤には「イベント応募シリアル」が封入された。

## チャート成績
発売初週に26.8万枚を売り上げ、2013年11月25日付週間ランキングで首位を獲得。同チャートでの1位獲得はデビュー曲「Everybody Go」から9作連続で、デビューからのシングル連続首位獲得数は歴代単独5位となった。
また、売上枚数が約30.6万枚に達して、2013年度のオリコン年間シングルチャート年間20位を獲得した。

## 収録曲

### CD

#### 通常盤・初回生産限定盤A・キスマイSHOP盤
1. SNOW DOMEの約束［5:04］
作詞：和田唱、作曲・編曲：久保田真悟（jazzin'park）・栗原暁（jazzin'park）
  - Kis-My-Ft2出演 セブン-イレブン・ジャパン「セブン・イレブンフェア」CMソング
  - 藤ヶ谷太輔主演 金曜ロードSHOW!特別ドラマ『仮面ティーチャー』挿入歌
2. Luv Sick［3:40］
作詞：栗原暁（jazzin'park）、作曲・編曲：久保田真悟（jazzin'park）・栗原暁（jazzin'park）
  - 藤ヶ谷太輔主演 日本テレビ土曜深夜ドラマ『仮面ティーチャー』主題歌
  - 藤ヶ谷太輔主演 映画「劇場版 仮面ティーチャー」主題歌
3. モテたいぜ トゥナイト［4:11］
作詞：福田雄一、作曲・編曲：山下和彰
  - 北山宏光主演 日本テレビドラマ『裁判長っ!おなか空きました!』テーマソング
  - 北山宏光・二階堂高嗣主演 dTV配信ドラマ『快感インストール』テーマソング

通常盤のみ収録。

#### 初回生産限定盤B
1. Luv Sick
2. SNOW DOMEの約束

#### セブン&アイ盤
1. SNOW DOMEの約束
2. Luv Sick
3. LUCKY SEVEN!!［4:12］- Kis-My-Ft7
作詞：KAJI KATSURA、作曲・編曲：浅利進吾
  - Kis-My-Ft7主演 DVD「LUCKY SEVEN!!」主題歌

別名義『Kis-My-Ft7』としての楽曲。

### DVD

#### 初回生産限定盤A
1. SNOW DOMEの約束（MUSIC VIDEO）
2. SNOW DOMEの約束（MUSIC VIDEO Making Movie）

#### 初回生産限定盤B
1. Luv Sick（MUSIC VIDEO）
2. Luv Sick（MUSIC VIDEO Making Movie）

#### セブン&アイ盤
1. セブン・イレブンジャパン「セブン・イレブンフェア」CM（Making Movie）

### 特典

#### 通常盤
※初回出荷分のみ
- アザージャケット写真付きミニ写真集（全3種類のうち1種）封入

#### キスマイSHOP盤
- オリジナル・特典クリアポスター（B3サイズ）

#### セブン&アイ盤
- イベント応募シリアル封入

## 収録作品
| 楽曲タイトル          | 収録                        | 収録                                                                   |
| --------------------- | --------------------------- | ---------------------------------------------------------------------- |
| SNOW DOMEの約束       | CDシングル                  | 『SNOW DOMEの約束/Luv Sick』                                           |
| SNOW DOMEの約束       | ミュージック・ビデオ        | 『SNOW DOMEの約束/Luv Sick』〈初回生産限定盤A〉                        |
| SNOW DOMEの約束       | ライブ映像                  | 『SNOW DOMEの約束 IN TOKYO DOME 2013.11.16』                           |
| SNOW DOMEの約束       | CDアルバム                  | 『HIT! HIT! HIT!』                                                     |
| SNOW DOMEの約束       | ミュージック・ビデオ        | 『HIT! HIT! HIT!』〈初回生産限定盤〉・〈通常盤A〉                      |
| SNOW DOMEの約束       | ライブ映像                  | 『HIT! HIT! HIT!』                                                     |
| SNOW DOMEの約束       | ライブ映像                  | 『2014Concert Tour『Kis-My-Journey』』                                 |
| SNOW DOMEの約束       | ライブ音源                  | 『KIS-MY-WORLD』〈初回生産限定盤A〉                                    |
| SNOW DOMEの約束       | ライブ映像                  | 『2015 CONCERT TOUR 『KIS-MY-WORLD』』〈通常盤〉                       |
| SNOW DOMEの約束       | CDアルバム                  | 『I SCREAM』〈通常盤〉                                                 |
| SNOW DOMEの約束       | ライブ映像                  | 『君を大好きだ』〈EXTRA盤〉 （LIVE TOUR 2018 YOU&ME Extra Yummy!!）    |
| SNOW DOMEの約束       | CDアルバム                  | 『BEST of Kis-My-Ft2』                                                 |
| SNOW DOMEの約束       | ミュージック・ビデオ        | 『BEST of Kis-My-Ft2』〈初回盤A〉                                      |
| SNOW DOMEの約束       | ライブ映像                  | 『BEST of Kis-My-Ft2』〈通常盤〉                                       |
| SNOW DOMEの約束       | ライブ映像                  | 『Two as One』〈ファンクラブ限定盤〉 （Kis-My-Ftに逢えるde Show 2022） |
| Luv Sick              | CDシングル                  | 『SNOW DOMEの約束/Luv Sick』                                           |
| Luv Sick              | ミュージック・ビデオ        | 『SNOW DOMEの約束/Luv Sick』〈初回生産限定盤B〉                        |
| Luv Sick              | ライブ映像                  | 『SNOW DOMEの約束 IN TOKYO DOME 2013.11.16』                           |
| Luv Sick              | CDアルバム                  | 『HIT! HIT! HIT!』                                                     |
| Luv Sick              | ミュージック・ビデオ        | 『HIT! HIT! HIT!』〈初回生産限定盤〉・〈通常盤A〉                      |
| Luv Sick              | ライブ映像                  | 『HIT! HIT! HIT!』                                                     |
| Luv Sick              | ライブ映像                  | 『2014Concert Tour『Kis-My-Journey』』                                 |
| Luv Sick              | ライブ音源                  | 『KIS-MY-WORLD』〈初回生産限定盤A〉                                    |
| Luv Sick              | ライブ映像                  | 『2015 CONCERT TOUR 『KIS-MY-WORLD』』                                 |
| Luv Sick              | CDアルバム                  | 『I SCREAM』〈通常盤〉                                                 |
| Luv Sick              | ライブ映像                  | 『LIVE TOUR 2019 FREE HUGS!』                                          |
| Luv Sick              | CD （スペシャルエディット） | 『LIVE TOUR 2019 FREE HUGS!』〈通常盤〉                                |
| Luv Sick              | ライブ映像                  | 『LIVE TOUR 2020 To-y2』                                               |
| Luv Sick              | CD （スペシャルエディット） | 『LIVE TOUR 2020 To-y2』〈通常盤DVD〉                                  |
| Luv Sick              | CDアルバム                  | 『BEST of Kis-My-Ft2』                                                 |
| Luv Sick              | ミュージック・ビデオ        | 『BEST of Kis-My-Ft2』〈初回盤A〉                                      |
| モテたいぜ トゥナイト | CDシングル                  | 『SNOW DOMEの約束/Luv Sick』〈通常盤〉                                 |
| モテたいぜ トゥナイト | ライブ映像                  | 『SNOW DOMEの約束 IN TOKYO DOME 2013.11.16』                           |
| LUCKY SEVEN!!         | CDシングル                  | 『SNOW DOMEの約束/Luv Sick』〈セブン&アイ盤〉                          |
| LUCKY SEVEN!!         | ライブ映像                  | 『SNOW DOMEの約束 IN TOKYO DOME 2013.11.16』                           |
| LUCKY SEVEN!!         | ライブ映像                  | 『2015 CONCERT TOUR 『KIS-MY-WORLD』』                                 |